# 沙維亞尼環礁
北米拉敦马杜卢环礁（羅馬化：Miladhunmadulu Uthuruburi），行政名称为沙维亚尼环礁（英語：Shaviyani Atoll；以第二个它拿字母命名），是馬爾代夫的行政環礁，由51個島嶼（其中16座有人居住）形成。在2014年，該環礁的人口約有13,096人。
沙維亞尼環礁是行政環礁，僅為行政區劃，並不是自然環礁。一如其他行政環礁，這些名稱並不能精確地從地理或文化上劃分馬爾代夫。

## 外部鏈結
沙維亞尼環礁官方介紹（英語） （页面存档备份，存于）